# بول أندرسون
بول أندرسون (بالإنجليزية: Paul Anderson)‏، من مواليد 23 يوليو 1988 في ليستر في إنجلترا، لاعب كرة قدم إنجليزي.
بدأ مسيرته الكروية مع نادي ليفربول في عام 2006، وهو يلعب معهم حتى الآن.

## روابط خارجية
- بول أندرسون على موقع الاتحاد الأوربي (الإنجليزية)
- بول أندرسون على موقع قاعدة بيانات كرة القدم.إي يو (الإنجليزية)
- بول أندرسون على موقع Soccerbase.com (لاعب) (الإنجليزية)
- بول أندرسون على موقع Soccerway.com (الإنجليزية)
- بول أندرسون على موقع كووورة